# Enispodes purpurea
Enispodes purpurea là một loài bướm đêm trong họ Noctuidae.